# 엘알 이스라엘 항공의 운항 노선

엘알 이스라엘 항공은 다음과 같은 노선을 운항하고 있다

## 운항 노선도
- 빨간색 : 허브
- 파란색 : 취항 지역
- 보라색 : 코드쉐어 운항
- 회색 : 운항 안함

## 운항 노선

### 아시아

#### 동아시아
- 일본
  - 도쿄 - 나리타 국제공항

#### 동남아시아
- 태국
  - 방콕 - 수완나품 국제공항
  - 푸켓 - 푸켓 국제공항

#### 서남아시아
- 이스라엘
  - 텔아비브 - 벤구리온 국제공항 허브
  - 에일라트 - 라몬 공항 - (2025년 5월 1일 재취항)
- 아랍에미리트
  - 아부다비 - 아부다비 국제공항[2]
  - 두바이 - 두바이 국제공항

### 유럽

#### 서유럽
- 영국
  - 런던 - 런던 히드로 국제공항
  - 런던 - 런던 루턴 공항
- 프랑스
  - 파리 - 파리 샤를 드 골 국제공항
  - 니스 - 니스 코트다쥐르 공항
- 독일
  - 베를린 - 베를린 브란덴부르크 공항
  - 뮌헨 - 뮌헨 국제공항
  - 프랑크푸르트 - 프랑크푸르트 국제공항
- 네덜란드
  - 암스테르담 - 암스테르담 스키폴 국제공항

#### 중유럽
- 스위스
  - 제네바 - 제네바 국제공항
  - 취리히 - 취리히 국제공항
- 오스트리아
  - 빈 - 빈 국제공항

#### 남유럽
- 그리스
  - 아테네 - 아테네 국제공항
- 이탈리아
  - 로마 - 레오나르도 다 빈치 국제공항
  - 밀라노 - 밀라노 말펜사 국제공항
  - 베니스 - 베니스 마르코 폴로 국제공항
- 스페인
  - 마드리드 - 마드리드 바라하스 국제공항
  - 바르셀로나 - 바르셀로나 엘프라트 국제공항
- 키프로스
  - 라르나카 - 라르나카 국제공항
- 포르투갈
  - 리스본 - 리스본 포르텔라 국제공항

#### 동유럽
- 러시아
  - 모스크바 - 도모데도보 국제공항
- 루마니아
  - 부쿠레슈티 - 헨리 코안더 국제공항
- 불가리아
  - 소피아 - 소피아 국제공항
- 체코
  - 프라하 - 프라하 바츨라프 하벨 국제공항
- 헝가리
  - 부다페스트 - 부다페스트 페리 헤지 국제공항

### 아메리카

#### 북아메리카
- 미국
  - 뉴욕 - 존 F. 케네디 국제공항
  - 뉴어크 - 뉴어크 리버티 국제공항
  - 로스앤젤레스 - 로스앤젤레스 국제공항
  - 마이애미 - 마이애미 국제공항
  - 보스턴 - 보스턴 로건 국제공항

### 오세아니아

#### 오스트랄라시아
- 오스트레일리아
  - 멜버른 - 멜버른 공항 - (2020년 4월 2일 신규취항)

## 과거 취항지

### 아시아

#### 동아시아
- 대한민국
  - 서울 - 인천국제공항
- 중화인민공화국
  - 베이징 - 베이징 수도 국제공항
- 홍콩
  - 홍콩 - 홍콩 첵랍콕 국제공항

#### 남아시아
- 스리랑카
  - 콜롬보 - 반다라나이케 국제공항
- 인도
  - 델리 - 인디라 간디 국제공항
  - 뭄바이 - 차트라파티 시바지 국제공항

#### 서남아시아
- 요르단
  - 암만 - 퀸 알리아 국제공항
- 이란
  - 테헤란 - 테헤란 메흐라바드 국제공항
- 이스라엘
  - 에일라트 - 에일라트 공항

#### 중앙아시아
- 우즈베키스탄
  - 타슈겐트 - 타슈켄트 국제공항
- 카자흐스탄
  - 알마티 - 알마티 국제공항

### 아프리카

#### 남아프리카
- 남아프리카 공화국
  - 요하네스버그 - OR 탐보 국제공항

#### 동아프리카
- 세이셸
  - 마헤 - 세이셸 국제공항
- 에티오피아
  - 아디스아바바 - 볼레 국제공항
- 케냐
  - 나이로비 - 조모 케냐타 국제공항
  - 몸바사 - 몸바사 국제공항

#### 북아프리카
- 모로코
  - 마라케시 - 마라케시 메나라 공항
  - 카사블랑카 - 모하메드 5세 국제공항
- 이집트
  - 카이로 - 카이로 국제공항

### 유럽

#### 서유럽
- 영국
  - 런던 - 런던 스탠스테드 공항
  - 맨체스터 - 맨체스터 공항
- 프랑스
  - 파리 - 파리 오를리 공항
  - 마르세유 - 마르세유 프로방스 공항
- 독일
  - 베를린 - 베를린 쇠네펠트 공항
  - 뒤셀도르프 - 뒤셀도르프 국제공항
  - 라이프치히 - 라이프치히 할레 공항
  - 쾰른 - 쾰른 본 공항
  - 하노버 - 하노버 공항
  - 함부르크 - 함부르크 공항
- 아일랜드
  - 더블린 - 더블린 국제공항
- 벨기에
  - 브뤼셀 - 브뤼셀 국제공항
- 룩셈부르크
  - 룩셈부르크 시티 - 룩셈부르크 핀델 국제공항

#### 남유럽
- 그리스
  - 아테네 - 엘리니콘 국제공항
  - 로도스 - 로도스 국제공항
- 이탈리아
  - 나폴리 - 나폴리 국제공항
- 키프로스
  - 니코시아 - 니코시아 국제공항
- 튀르키예
  - 안탈리아 - 안탈리아 공항
  - 이스탄불 - 아타튀르크 국제공항

#### 동유럽
- 라트비아
  - 리가 - 리가 국제공항
- 러시아
  - 상트페테르부르크 - 풀코보 국제공항
- 몰도바
  - 키시너우 - 키시너우 국제공항
- 벨라루스
  - 민스크 - 민스크 국제공항
- 우크라이나
  - 키이우 - 보리스필 국제공항
  - 오데사 - 오데사 국제공항
  - 드니프로페트로브스크 - 드니프로페트로브스크 공항
- 크로아티아
  - 자그레브 - 자그레브 국제공항
- 폴란드
  - 바르샤바 - 바르샤바 프레드릭 쇼팽 국제공항
  - 크라쿠프 - 크라쿠프 발리체 국제공항

#### 북유럽
- 덴마크
  - 코펜하겐 - 코펜하겐 카스트럽 국제공항
- 스웨덴
  - 스톡홀름 - 스톡홀름 알란다 국제공항
- 핀란드
  - 헬싱키 - 헬싱키 반타 국제공항

### 아메리카

#### 북아메리카
- 미국
  - 라스베가스 - 해리 리드 국제공항
  - 볼티모어 - 볼티모어 워싱턴 국제공항
  - 샌프란시스코 - 샌프란시스코 국제공항
  - 시카고 - 시카고 오헤어 국제공항
  - 애틀랜타 - 하츠필드 잭슨 애틀랜타 국제공항
  - 올랜도 - 올랜도 국제공항 계절편
- 캐나다
  - 몬트리올
    - 몬트리올 미라벨 국제공항
    - 몬트리올 피에르 엘리오트 트뤼도 국제공항

  - 토론토 - 토론토 피어슨 국제공항
- 멕시코
  - 멕시코시티 - 멕시코시티 국제공항

#### 남아메리카
- 브라질
  - 상파울루 - 상파울루 구아룰류스 국제공항